# Federico Vidal
Federico Vidal Montaldo (Jerez de la Frontera, 14 dicembre 1973) è un allenatore di calcio a 5 ed ex giocatore di calcio a 5 spagnolo.

## Carriera

### Giocatore
Tra il 1999 e il 2004 milita nel Valencia, vincendo una Coppa di Spagna.

### Allenatore

#### Club
Appesi gli scarpini al chiodo, comincia la carriera di allenatore nelle serie inferiori, per tre anni all'M.M.P. Bujalance. Nel 2009, dopo un anno da vice di Miki al Baix Maestrat, sostituisce Jesús Velasco sulla panchina della Luparense. Il 18 settembre, battendo l'Arzignano, conquista la Supercoppa italiana. Qualche mese dopo i suoi lupi, battendo 5-4 ElPozo Murcia a Conegliano, diventano la prima squadra italiana a raggiungere la final four di Coppa UEFA. A gennaio è però esonerato e sostituito da Sito Rivera.

#### Nazionale
Negli anni seguenti Vidal è assistente di Venancio López sulla panchina della nazionale spagnola e capo allenatore di varie selezioni giovanili. Il 26 luglio 2018 è nominato commissario tecnico delle furie rosse, in sostituzione dello stesso López. Al termine della deludente Coppa del Mondo 2024, Vidal rassegna le proprie dimissioni venendo sostituito da Jesús Velasco. 

## Palmarès

### Giocatore
- Coppa di Spagna: 1
Valencia: 2002

### Allenatore
- Supercoppa italiana: 1
Luparense: 2009